# Диатипосис

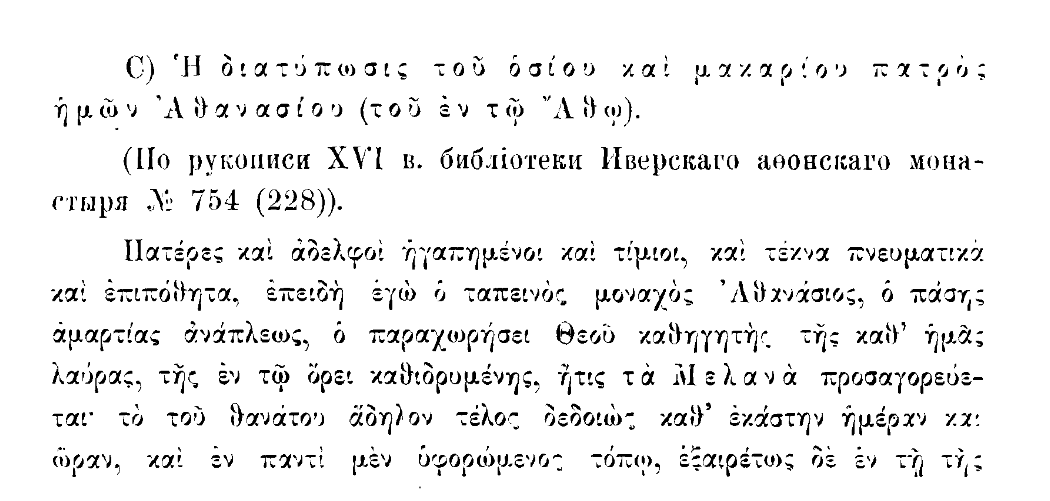
Диатипосис. А. А. Дмитриевский. Описание литургических рукописей, хранящихся в библиотеках Православного Востока. Том 1: Typika. 1895

Диати́посис (греч. Διατύπωσις — «образ, форма»), также Устав святого и блаженного отца нашего Афанасия (Ἡ διατύπωσις τοῦ ὁσίου καί μακαρίου πατρός ἠμών Ἀθανασίου) — монастырский греческий ктиторский устав, автором которого считается Афанасий Афонский (умер около 1000 года), одна из редакции Студийского устава.
Диатипосис составлен для святогорской Великой Лавры; для составления Диатипосиса преподобного Афанасия Афонского был использован Ипотипосис, текст которого был дополнен и отредактирован, а также снабжён начальными главами о монастырских эпитропах и о порядке избрания и поставления игумена. О времени создания Диатипосиса среди исследователей нет единого мнения. Пентковский считает, что Диатипосис был создан в 60-х годах X века, И. Мансветов датирует Диатипосис концом X века; Джон Томас (John Thomas) и Анжела Константинидес (Angela Constantinides), издавшие Byzantine Monastic Foundation Documents, временем создания Диатипосиса считают рубеж X и XI веков; Филипп Мейер (Philipp Meyer (Theologe, 1854)) считает, что Диатипосис был создан после 969 года. Термин «Диатипосис» был введен архимандритом Антонином (Капустиным), который издал частичный русский перевод Диатипосиса. Научное издание Диатипосиса на языке оригинала впервые осуществил Филипп Мейер в 1894 году в сборнике Die Haupturkunden für die Geschichte der Athosklöster: Grösstentheils zum ersten Male. Мейер в основу своего издания положил текст Иверской рукописи XVI века № 754. В 1895 году в 1 томе сборника «Описание литургических рукописей, хранящихся в библиотеках Православного Востока» Иверской рукописи Диатипосиса был опубликован А. А. Дмитриевским. Литургическая часть Диатипосиса следует после преамбулы и глав об эпитропах и об избрании и поставлении игумена; её содержание почти совпадает с содержанием Ипотипосиса, отличаясь лишь в деталях; литургические указания начинаются с подробного описания служб в первый день Пасхи, далее следуют отдельные предписания о периоде Пятидесятницы и о некоторых праздниках, изложение завершается указаниями о Великом посте, празднике Благовещения и дисциплинарных правилах жизни в обители. Правила о посте в Диатипосисе более строгие чем в Ипотипосисе, они по мере воздержания занимают промежуточное место между Ипотипосисом и более поздними Иерусалимскими уставами.